# Jüdischer Friedhof (Schenklengsfeld)
Der Jüdische Friedhof Schenklengsfeld  ist ein Friedhof in der Gemeinde Schenklengsfeld im Landkreis Hersfeld-Rotenburg in Hessen.
Der 1932 m² große jüdische Friedhof befindet sich am südlichen Ortsrand nahe dem Gewerbegebiet, etwa 300 Meter südöstlich des Bahnhofs. Es sind etwa 120 Gräber vorhanden. Über die Anzahl der Grabsteine gibt es keine Angaben.

## Geschichte
In Schenklengsfeld wurde 1870 ein eigener jüdischer Friedhof angelegt. Vorher wurden die Toten der jüdischen Gemeinde auf dem jüdischen Friedhof in Mansbach beigesetzt. Die letzte Beisetzung fand im April 1938 statt. 